# Федеральні міністри Росії
Федеральний міністр — посада в Уряді РФ. Федеральний міністр очолює федеральне міністерство Росії. Відповідно до Конституції РФ 1993 року, уряд Росії складається з  прем'єр-міністра Росії, його заступників та федеральних міністрів.
У Російській Федерації - Росії відповідно до Конституції та Федерального конституційного закону від 6 листопада 2020 року № 4-ФКЗ «Про Уряд Російської Федерації» федеральні міністри призначаються на посаду і звільняються з посади Президентом Росії за пропозицією Голови Уряду Росії..
Федеральні міністри беруть участь із правом вирішального голосу на засіданнях Уряду Росії, беруть участь у підготовці його постанов та розпоряджень, забезпечують їх виконання.
Міністр керує діяльністю відповідного міністерства на основі єдиноначальності, розподіляє обов'язки між своїми заступниками, вносить на розгляд Уряду Росії проекти нормативних правових актів з питань, що входять до компетенції свого міністерства; затверджує положення про структурні підрозділи міністерства, призначає на посаду та звільняє з посади працівників центрального апарату міністерства та керівників територіальних органів міністерства, затверджує статути підвідомчих організацій, укладає, змінює та розриває трудові договори (контракти) з їх керівниками тощо.
Міністр несе персональну відповідальність за виконання покладених на міністерство завдань. При здійсненні своїх повноважень федеральні міністри підзвітні Уряду Росії, а з питань, віднесених Конституцією Росії, ФКЗ Росії та Федеральними законами (ФЗ) Росії до повноважень Президента Росії.